# Demeure 4

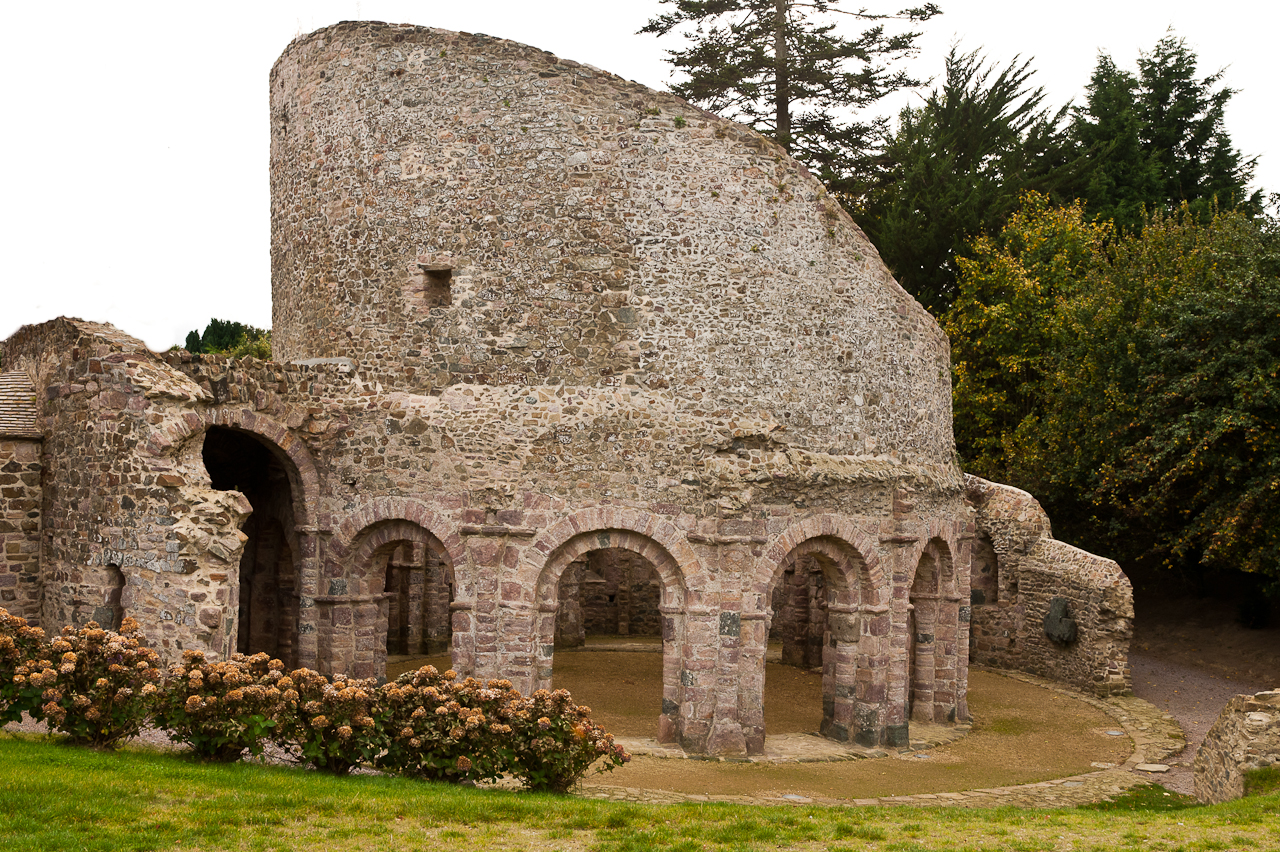
Tempel in Lanleff (oktober 2011)

Demeure 4 (Lanleff) is een artistiek kunstwerk staande in het Siegerpark, Riekerpolder, Amsterdam Nieuw-West.

## Amsterdam
Het beeld van 339 bij 159 bij 156 cm van Étienne Martin maakt sinds 1998 deel uit van het beeldenpark van genoemd park. Jarenlang stond het massieve beeld voor de Sandberg-vleugel van het Stedelijk Museum Amsterdam, maar die werd gesloopt en vervangen door de Badkuipcreatie van Benthem Crouwel Architekten. Het werd door het Stedelijk Museum met andere beelden uitgeleend aan de beheerders van het Siegerpark. Waar in eerste instantie geen rekening mee werd gehouden was, dat het beeld te zwaar was voor de natte bodem van het vernieuwde park, dus moest het beeld een aparte plaats krijgen en wel vlak bij de ingang aan de Sloterweg, waar de grond nog enigszins houvast bood. Er zijn drie basisideeën bij dit werk.
Buitenkunst Amsterdam vertelt dat hij zijn inspiratie gehaald had uit een vroeg middeleeuwse tempel in Lanleff, alwaar hij een verblijf had na zijn bevrijding uit een krijgsgevangenkamp, alwaar hij verbleef tijdens de Tweede Wereldoorlog. Het is onderdeel zijn van een reeks, vandaar de toevoeging “4”, Demeure III staat in het Canadese Quebec. Directeur Willem Sandberg, naamgever van de gesloopte vleugel, vroeg in 1962 een exemplaar van het toen nog gipsen beeld, dat hij verwerkte in een presentatie van de Wereldtentoonstelling in Seattle. Op Sandbergs verzoek kwam er een bronzen afgietsel.
Ons Amsterdam vertelt dat het beeld de samenwerking weergeeft tussen mens en natuur.
Buitenbeeld in beeld geeft de achtergrond van de theorie van Ons Amsterdam. Zij wijst op de uiterlijke kenmerken van het beeld; het lijkt afhankelijk van het gezichtspunt op een holle boom, twee personen tegenover elkaar of twee handen die beschermen. Inspiratie kwam uit het ouderlijk huis. Zij wijst erop dat de toevoeging Lanleff later volgde en kwam toen uit op hetzelfde tempeltje.
Hetzelfde museum kocht niet veel later Demeure soleil (Demeure 8) aan dat werd tentoongesteld in Amsterdam en het Van Abbemuseum in Eindhoven. Het verhuisde als het ware met de directeur mee, Edy de Wilde verhuisde qua museum van Eindhoven naar Amsterdam, net zoals het beeld, en schafte als eerste daad Demeure soleil aan.

## Chicago
Ook Chicago heeft een Demeure 4. Het was in eigendom van het Art Institute of Chicago, maar werd in 2003 overgedragen aan het Nathan Manilow Sculpture Park.